# Demografia histórica
A Demografia histórica é uma corrente da demografia que procura reconstruir uma determinada estrutura populacional, analisando e explicando as mudanças que nela se produziram ao longo do tempo.
Para o seu estudo requer-se a melhor e mais ampla recolha possível de dados relativos às relações sociais humanas.

## Histórico
A demografia histórica conheceu um período de grande expansão sobretudo nos Estados Unidos e Europa, nas décadas de 1960 e 1970. Um bom exemplo desta expansão foi a criação do Grupo de Estudos Populacionais de Cambridge, Inglaterra. Formado por Cientistas sociais como o antropólogo Alan Macfarlane, entre outros. este grupo publicou uma série de pesquisas com o objetivo e reconstituir os padrões de crescimento demográfico da Inglaterra pré-industrial. Uma questão que perpassava as pesquisas era me que medida o crescimento populacional da Inglaterra estava correlacionado com fenômenos como aumento da expectativa de vida, baixa da mortalidade. infantil e mudanças no padrões alimentares. Os estudos apontavam para aquilo que passou a ser conhecido como a "transição demográfica", traduzida em aumento da expectativa de vida, diminuição da mortalidade, expansão da população idosa. Os pesquisadores constaram também que havia algumas semelhanças entre a estrutura da população pré-industrial e as taxas de crescimento populacional em vários países do Terceiro Mundo. Ou seja, os estudos sugeriam que o conhecimento das sociedades pré-industriais lançava luz sobre os destinos das populações do Terceiro Mundo.
Na França, os estudos sobre demografia histórica ganharam grande intensidade a partir do final da Segunda Guerra, notadamente com as pesquisas iniciadas pelo demógrafo Louis Henry.